# 廷蒂纳岩石
廷蒂纳（Tintina）是位于火星盖尔撞击坑内皮斯谷和埃俄利斯山（“夏普山”）之间埃奥利斯沼表面的一块岩石，大致的位置坐标为： 4°35′S 137°26′E / 4.59°S 137.44°E.
2013年1月，“好奇号”漫游车在从布雷德伯里着陆场前往格莱内尔格的途中遇到了这块岩石，火星车碾过这块岩石并压破了它，露出里面白色的内层，这是迄今为止桅杆相机看到的最亮的材质。
当使用火星车的桅杆相机分析破碎的白色区域时，发现了强烈的矿物水合作用信号，如近红外反射强度比率所示。根据任务科学家的说法，矿物水合信号与水合硫酸钙和火星潮湿的过去相符合。